# Jesús Silva Méndez
Jesús César Silva Méndez, más conocido como el Padre Silva, (Orense, 25 de enero de 1933-Orense, 2 de septiembre de 2011) fue un sacerdote jesuita español que fundó y dirigió en 1956, el movimiento juvenil que se convirtió en el proyecto socio-educativo, Circo de los Muchachos. En 1994, recibió la Medalla de Oro al Mérito en las Bellas Artes en la modalidad Circo.

## Trayectoria
Silva se inspiró en el proyecto de crear una fábrica de revolucionarios que había iniciado el padre Edward Flanagan en Nebraska con su Ciudad de los Muchachos y antes de finalizar sus estudios de teología en la universidad de Salamanca, en la década de 1950, fundó en Orense, junto a otros jóvenes, una asociación juvenil; primero en el bajo de la casa de su madre para después trasladarse a una finca de 200 000 m² a las afueras de la ciudad que recibió el nombre de Benposta.
En 1956, creó y dirigió el Circo de los Muchachos, entidad educativa que desempeñó su trabajo entre niños y jóvenes de todos los estratos sociales desfavorecidos, en particular entre aquellos afectados por la pobreza o la violencia, a través de la enseñanza de las artes circenses. Su objetivo era funcionar como una autarquía.
Su proyecto se convirtió en la segunda escuela de circo Europea, después de la escuela del Gran Circo de Moscú y en una de las primeras escuelas de audiovisuales del país.
Murió en 2011, meses después de haber sufrido un ictus.

## Reconocimientos
En 1994, recibió la Medalla de Oro al Mérito en las Bellas Artes en la modalidad Circo, que concede el Ministerio de Cultura y Deporte de España a aquellas personas o instituciones que destaquen en diversos campos artísticos, por su proyecto el Circo de los Muchachos. Por su labor, Silva también fue propuesto al Premio Nobel en tres ocasiones por Israel y Japón.
El director Yoshitaka Asama, realizó en 1993, la película Carta de España, para contar la experiencia de jóvenes japoneses que vivieron en Benposta. En 2019, el director español Javi Camino realizó el largometraje documental Nación de Muchachos: utopía o muerte.
El 22 de noviembre de 2024, se estrenó en Prime Video la docuserie: El Circo de los Muchachos, dirigida por Elías León Siminiani con guion de Pepe Coira. Compuesta por 5 episodios de 50 minutos de duración, en el que se muestran más 50 años de historia a través de una selección de materiales, entrevistas inéditas y un archivo único audiovisual de la propia escuela de Benposta.

## Denuncias por abusos, malos tratos y corrupción
En el 2000, se conocieron denuncias por supuestas agresiones y malos tratos por parte de los profesores y la solicitud de retorno a sus familias en El Salvador, de los 27 menores que habían sido afectados por el Huracán Mitch de 1998 y a quienes se les había ofrecido una beca de estudios para ser acogidos en Benposta; que se presentaron ante la fiscalía del Tribunal Superior de Galicia, por parte de la fundación holandesa Bernard Van Leer y la organización salvadoreña Luz y Alegría. Caso que siguió con la solicitud de asilo de 10 de los niños y con la intervención del Cónsul Héctor Trigueros, quien acordó que solo retornarían a los menores que así lo quisieran.
En 2004, se hicieron públicas las denuncias de exmiembros del Circo de los Muchachos en la que las víctimas reportaron casos de pedofilia, agresión sexual, maltrato y abortos en menores de edad, así como la demostración de que Silva realizó trámites ilegales para apropiarse de los terrenos de Benposta y malversación de fondos de la Fundación.
Silva también se enfrentó, en 2007, a juicio por una denuncia de agresión física.
En 2009, el Vaticano envió al Dicasterio para la Doctrina de la Fe a investigar los hechos con el testimonio de veinte afectados, pero no se conoce el resultado y veredicto final.

## Asociación Cultural Padre Silva
En 2011, tras la muerte de Silva, se creó la Asociación Cultural Padre Silva, que en 2018 lanzó una campaña de firmas en Change.org para solicitar al Ayuntamiento de Orense que se dedicara el nombre de una calle al Circo de los Muchachos, y en 2019, inauguró el Museo Circo de los Muchachos con el fin de recuperar y mantener su memoria.
En 2020, también se presentó un proyecto para la recuperación de Benposta al gobierno local, y 2021 se inició el trámite para solicitar su declaración como Bien de Interés Cultural.
La Asociación Cultural Padre Silva, la Ciudad Escuela Muchachos de Leganés y Benposta Nación de Muchachos Colombia firmaron, en 2023, un acuerdo de cooperación internacional para impulsar proyectos de atención menores vulnerables con los principios originales de «El Circo de los Muchachos».